# Tramvajová trať v ulici U Brusnice
Tramvajová trať v ulici U Brusnice (mezi dnešními zastávkami Brusnice a křižovatkou Sirotčinec) je traťová spojka o délce asi 150 metrů, která od roku 1913 spojuje trať vedoucí kolem Pražského hradu s tratí ke střešovické vozovně.

## Historie
Spojovací manipulační kolej byla zřízena 26. ledna 1913, téhož dne byla zrušena nevyhovující extrémně strmá spojka v ulici U Prašného mostu.
V horní části spojka odbočuje u zastávky Brusnice (původně Lumbeova zahrada) z trati, která od 22. prosince 1911 vedla od Hradu přes Nový Svět na Pohořelec. V dolní části je spojka zaústěna mezi zastávkami Prašný most a Vozovna Střešovice na takzvané křižovatce Sirotčinec do trati ke střešovické vozovně, která byla zprovozněna 24. října 1909 a vede po dnešních ulicích Milady Horákové a Patočkova. Spojovací trať překračovala až do vzniku Velké Prahy v roce 1922 čáru potravní daně.
Od 28. dubna 1926 byla spojka zdvojkolejněna (její dolní část však až roku 1932). Od 6. června 1926 pak v křižovatce Brusnice přibyla přímá trať Jelení ulicí na Pohořelec, nebyla však kolejově propojena se spojkou v ulici U Brusnice; oblouk od Pohořelce na spojovací trať byl doplněn v roce 1932.
V letech 1933–1938 prošla trať v Jelení ulici rekonstrukcí. Od 1. dubna 1938 byla zrušena stará trať přes Nový Svět a spojka ulicí U Brusnice byla zdvojkolejněna. Na obou koncích je v kolejových křižovatkách tvaru T napojena obousměrnými oblouky do obou směrů. Křižovatka Sirotčinec je vybavena světelným signalizačním zařízením, oblast Brusnice je vybavena jen dopravním značením upravujícím přednost.
V osmdesátých letech 20. století byla trať rekonstruována pomocí velkoplošných panelů BKV. V roce 1997 prošla ulice U Brusnice kompletní rekonstrukcí a rozšířením, přičemž trať byla postavena na příčných pražcích a zakryta žulovou dlažbou.

## Doprava
Původně bylo účelem trati manipulační propojení trati v Jelení ulici se střešovickou vozovnou. Od 29. května 1913 byla trať v období mimo dopravní špičky užívána k odstavování vlečných vozů linky č. 5. Kolem roku 1975 vedla spojkou pravidelná trasa linky 20 mezi Pražským hradem a Petřinami. V letech 1978–1991 tudy vedla pravidelná trasa linky 23 mezi Prašným mostem a Pohořelcem. Od roku 2001 je tudy vedena pravidelná trasa sezonní nostalgické linky 91 mezi Pražským hradem a vozovnou Střešovice. Spojka nyní v pravidelném provozu slouží k zatahování některých vlaků linky 22 do vozovny Vokovice.